# Oswald Döpke
Oswald Döpke (* 26. Juni 1923 in Eldagsen; † 5. Juli 2011 in München) war ein deutscher Schauspieler, Regisseur und Drehbuchautor.

## Leben
Nach einer Buchhandelslehre in Hannover begann Döpke 1940 eine Schauspielausbildung an der Staatsmusikschule in Braunschweig. Im Zweiten Weltkrieg geriet er in Kriegsgefangenschaft.
1946 arbeitete Döpke in Hannover und Bielefeld als Schauspieler, bevor er 1949 eine Stellung als Dramaturg annahm und als Regisseur zahlreiche Hörspiele inszenierte. 1953 wurde Döpke Leiter der Hörspielabteilung und später Leiter der Fernsehspielabteilung von Radio Bremen.
Von 1963 bis 1988 war er als Leitender Regisseur im ZDF tätig und inszenierte nebenbei Theateraufführungen. In dieser Zeit entstanden unter seiner Regie rund 100 Filme und 450 Hörspiele.
Sein schriftlicher Nachlass befindet sich im Archiv der Akademie der Künste in Berlin.

## Filmografie

### Regie
- 1965: Ein Volksfeind (TV-Film)
- 1965: Judith (TV-Film)
- 1965: Keine Angst vor der Hölle? (TV-Film)
- 1965: Yerma (TV-Film)
- 1966: Im Jahre Neun (TV-Film)
- 1966: Johannisnacht (TV-Film)
- 1967: Phädra (TV-Film)
- 1968: Der Richter von Zalamea (TV-Film)
- 1970: Vor Sonnenuntergang (TV-Film)
- 1972: Im Namen der Freiheit (TV-Film)
- 1972: Frohe Ostern (TV-Film)
- 1973: Tod auf der Themse (TV-Film)
- 1974: Neugierig wie ein Kind (TV-Film)
- 1975: Flirt von gestern (TV-Film)
- 1975: Wie starb Dag Hammerskjöld? (TV-Film)
- 1975: Sonderdezernat K1 – Sackgasse (TV-Serie)
- 1976: Sladek oder Die schwarze Armee (TV-Film)
- 1979: Nathan, der Weise (TV-Film)
- 1980: Der Thronfolger (TV-Film)
- 1981: Preußische Nacht  (TV-Film)
- 1988: Die letzte Fahrt der San Diego (TV-Film)

### Drehbuch
- 1968: Der Richter von Zalamea (Adaption)
- 1970: Vor Sonnenuntergang (Adaption)

## Auszeichnungen
- 1957: Prix Italia
- 1966: Hörspielpreis der Kriegsblinden
- 1978: DAG-Fernsehpreis in Gold